# Resolutie 625 Veiligheidsraad Verenigde Naties
Resolutie 625 van de Veiligheidsraad van de Verenigde Naties werd unaniem aangenomen op 15 december 1988.

## Achtergrond
Nadat in 1964 geweld was uitgebroken op Cyprus, stationeerden de VN er de UNFICYP-vredesmacht. Die vredesmacht werd sindsdien om het half jaar verlengd.

## Inhoud
De Veiligheidsraad:
- Neemt nota van het rapport van de secretaris-generaal over de VN-operatie in Cyprus.
- Bemerkt de aanbeveling van de secretaris-generaal om de vredesmacht met een periode van zes maanden te verlengen.
- Bemerkt ook het akkoord van de Cypriotische overheid voor de handhaving van de vredesmacht na 15 december 1988.
- Herbevestigt resolutie 186 (1964).

1. Verlengt de VN-vredesmacht nogmaals met een verdere periode tot 15 juni 1989.
2. Vraagt de secretaris-generaal zijn bemiddelingswerkzaamheden voort te zetten, de Veiligheidsraad op de hoogte te houden en tegen 31 mei 1989 te rapporteren over de uitvoering van deze resolutie.
3. Roept alle betrokken partijen op om te blijven samenwerken met de macht.

## Verwante resoluties
- Resolutie 604 Veiligheidsraad Verenigde Naties (1987)
- Resolutie 614 Veiligheidsraad Verenigde Naties
- Resolutie 634 Veiligheidsraad Verenigde Naties (1989)
- Resolutie 646 Veiligheidsraad Verenigde Naties (1989)

Lijst ·  607 ·  608 ·  609 ·  610 ·  611 ·  612 ·  613 ·  614 ·  615 ·  616 ·  617 ·  618 ·  619 ·  620 ·  621 ·  622 ·  623 ·  624 ·  625 ·  626